# Product Red
Product Red, estilizado como (PRODUCT)RED™, es una marca licenciada a compañías socias como American Express, Apple Inc., Converse, Motorola, Gap, Emporio Armani, Hallmark, Microsoft, Dell, Telcel y Beats By Dr. Dre, entre otras. Se trata de una iniciativa comenzada por el líder de U2, Bono y Bobby Shriver de Debt AIDS Trade in Africa (DATA), para recaudar dinero para el Fondo Mundial para la Lucha contra el sida, Tuberculosis y Malaria. Bobby Shriver ha sido nombrado el director de Product Red, mientras que Bono es actualmente el portavoz de la marca.
Cada compañía asociada saca al mercado un producto con la insignia  (PRODUCT)RED™. A cambio de la oportunidad de incrementar sus propias ventas y así sus ganancias, un porcentaje de estas ganancias debe ser entregado al Fondo Mundial.

## Principios
Product Red manifiesta que sus principios son:
- Aumentar las oportunidades para la gente del continente Africano.

- Promover políticas y prácticas de conocimiento de la enfermedad en lugares de trabajo.

- Demostrar el potencial de la gente movilizada por la esperanza, la salud y el progreso.

- Pedir a los socios que defiendan los mismos principios.

- Demostrar y hacer que la gente tenga esperanza con ese progreso.

## Productos

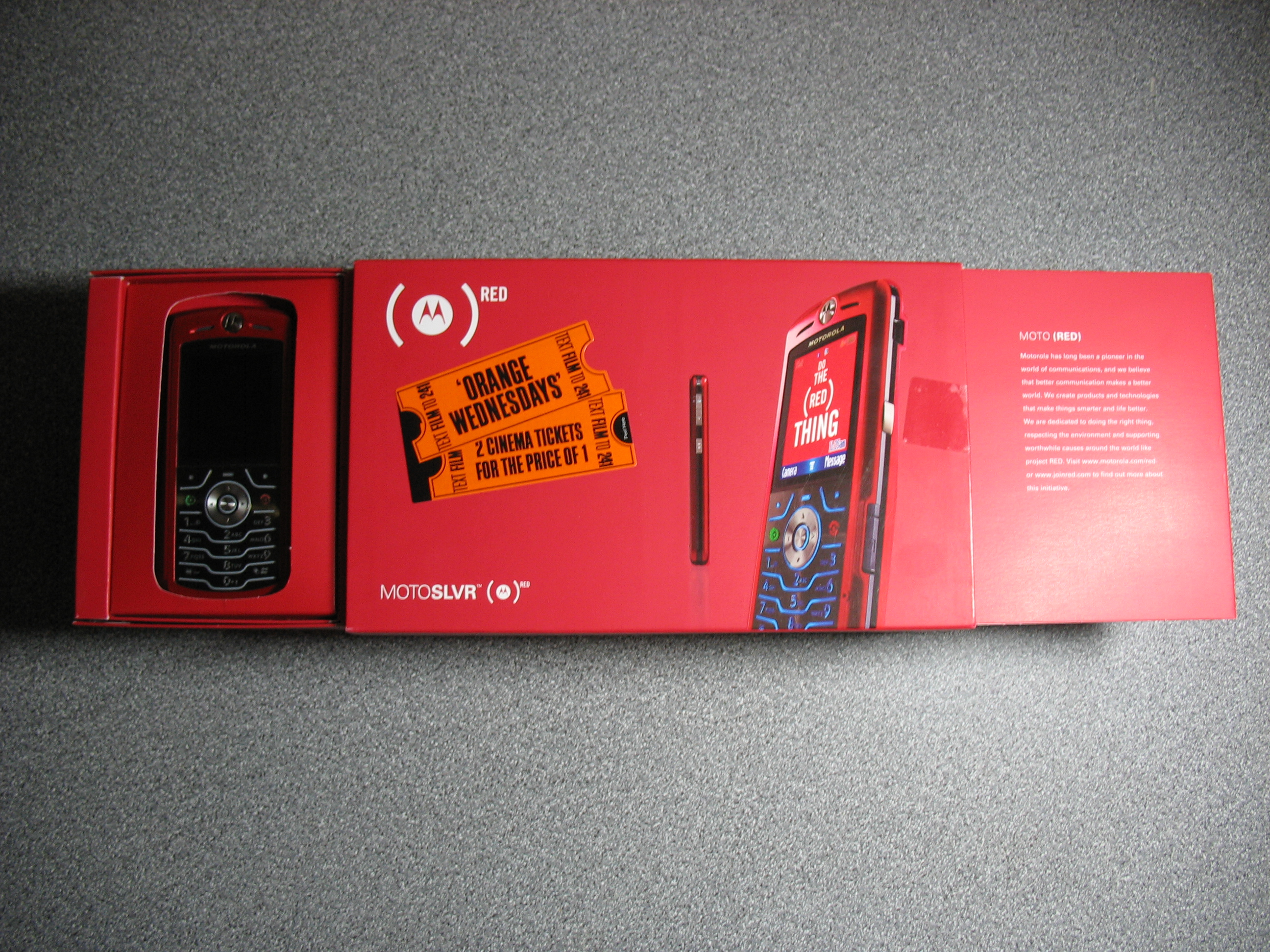
Caja de Motorola bajo la campaña: (PRODUCT)^{RED}.

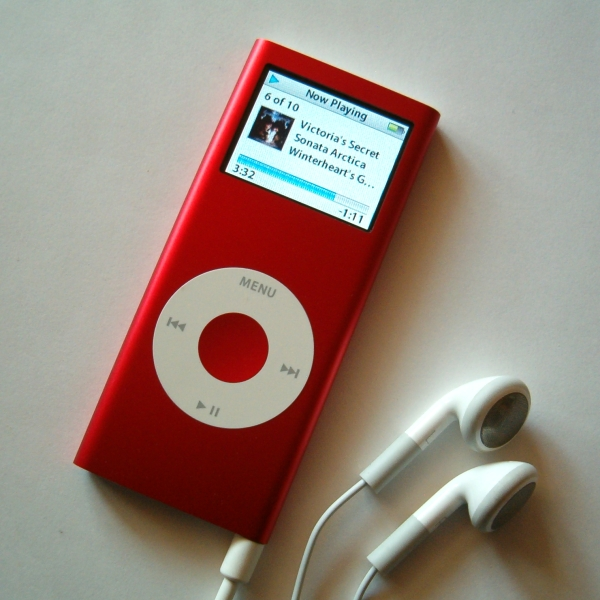
Uno de los productos incluidos por (PRODUCT)^{RED}.

Algunos de los productos incluidos bajo la marca (Product)RED y que por tanto entregan un porcentaje de sus beneficios al Fondo Mundial son:
- Bugaboo International. Una compañía de diseño neerlandesa que produce cochecitos para bebés y niños pequeños. Todos sus productos dan un 1% de los beneficios al Fondo Mundial.
- American Express. Comercializando una Tarjeta de crédito bajo el nombre comercial de American Express RED.
- Gap tiene una línea de ropa que incluye camisetas, camperas, bufandas, guantes, joyería, bolsos y pulseras. Gap dona el 50% de esas ganancias.
- Converse vende unas zapatillas hechas con Bògòlanfini africano.
- Giorgio Armani anunció una línea de productos Emporio Armani que incluye ropa, joyería, perfumería y accesorios.
- Motorola ha anunciado ediciones especiales de sus modelos SLVR, KRZR y RAZR, que aportarán también un 50%.
- Apple por su parte introdujo dos generaciones con edición especial en sus reproductores iPod nano, iPod shuffle, iPod touch y distintas fundas para iPhone y iPad con el sello de (PRODUCT)RED en el pasado, en principio estas sólo estaban disponibles en la Apple Online Store. Pero actualmente, sigue sacando distintos productos al mercado con ediciones especiales como las de los modelos de iPhone 7, iPhone 8, iPhone XR, iPhone 11, iPhone 12, iPhone 13 y iPhone 14 con un color rojo vivo que representa la marca (PRODUCT)RED. También realizan versiones especiales del Apple Watch de acero inoxidable y correas deportivas que colaboran con la marca roja. Dona un porcentaje desconocido.
- Hallmark introdujo tarjetas conmemorativas con el sello (PRODUCT)RED.
- Dell introdujo tres modelos de portátiles (M1330, M1530 y la XPS One) y una impresora (948 All-in-one); el contrato es por tres años iniciando en enero del 2008.
- Microsoft y Dell se unieron para ofrecer un nuevo PC Dell que incluye la nueva versión de Windows Vista llamada Windows Vista Ultimate (Product)RED.
- Windows Vista Ultimate (Product)RED incluye contenido adicional: 6 tapices, 2 gadgets, 1 protector de pantalla y un video.